# Vlag van Offingawier

Vlag van Offingawier

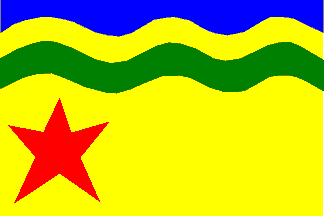
Afgewezen vlagontwerp
(Ontwerp: R.J. Broersma, Fryske Rie foar Heraldyk)

De vlag van Offingawier is de dorpsvlag van het Nederlandse dorp Offingawier, in de Friese gemeente Súdwest-Fryslân. De vlag werd op 24 september 2004 in gebruik genomen.
De bovenste helft is blauw, de kleur van het water. Het water is zowel een vriend als een vijand. Een vriend omdat vissers en schippers er hun brood mee verdienden en een vijand als een schip dat aan de grond liep en bij stormen als het water weer een stuk land in beslag nam. Het onderste gedeelte is groen, de kleur van het gras, de weilanden, het land waarop het dorp is gebouwd. Een veilige plek. De rode lijn in het midden staat symbool voor de groene weg met het slotje erin. De onderste helft groen vertegenwoordigt de bescherming tegen de dreigingen van buitenaf, en meer specifiek de dreiging van het water. Tegelijkertijd is de sluis een opening waardoor het dorp kansen voor de toekomst kan grijpen. Linksboven is een geel klaverblad afgebeeld. Het klaverblad vertegenwoordigt grondbezit op de kleigrond. Ook hier is er een verbinding met de landbouw. Grondbezit was van oudsher een garantie voor inkomen en dus ook voor welvaart.

## Zie ook

Wapen van Offingawier